# La Tâche (poème)
Pour les articles homonymes, voir La Tâche.

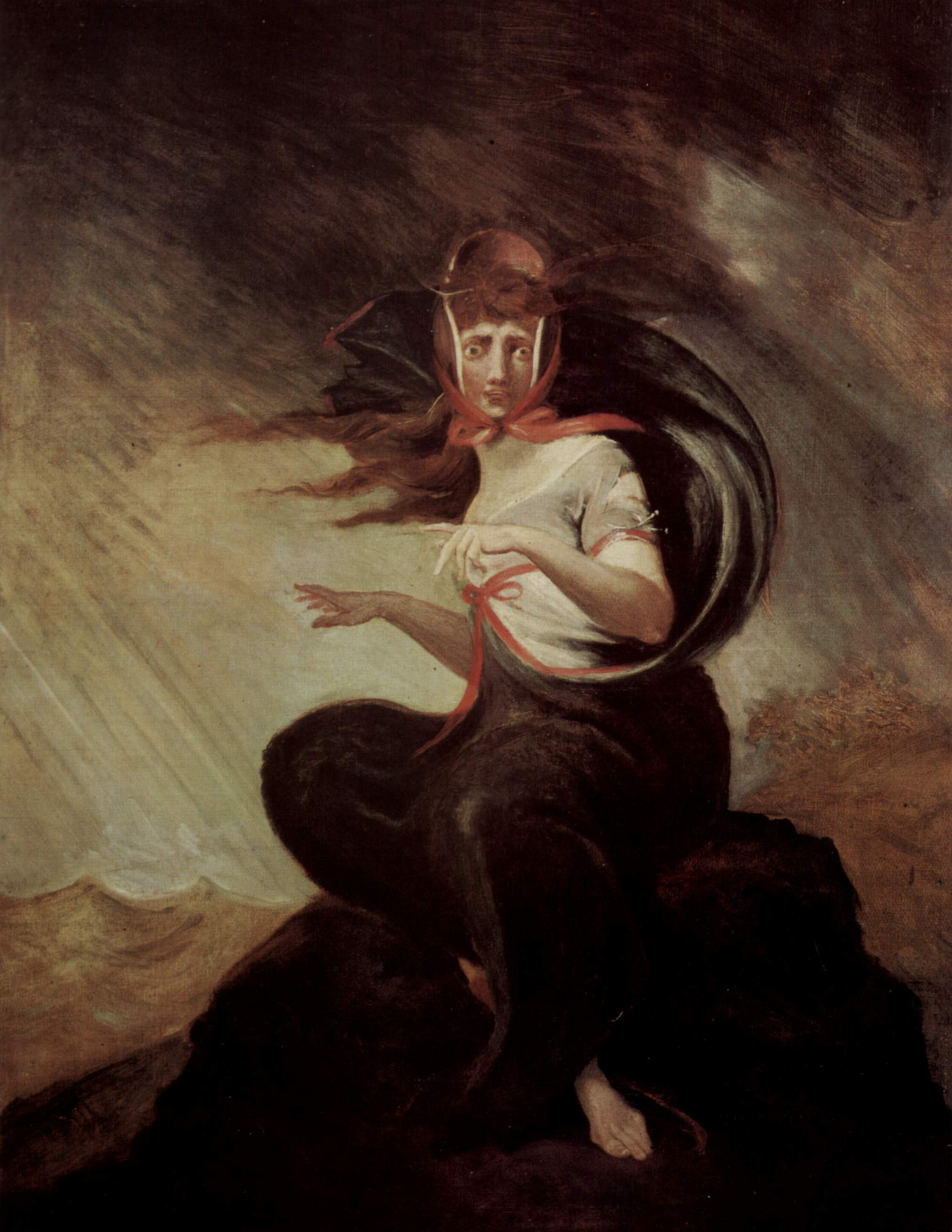
Huile de Johann Heinrich Füssli pour illustrer The Task (1806-1807) : Kate is crazed ! (Kate est devenue folle, v. 556).

La Tâche (The Task: A Poem, in Six Books) est le poème le plus célèbre de William Cowper (1731 – 1800), commencé en 1783, et publié en 1785. Composé de six mille vers blancs (blank verse), il est divisé en six livres : Le Sofa, L'Horloge (The Timepiece), Le Jardin, Soirée d'hiver, Promenade un matin d'hiver et Promenade hivernale à midi. Le recueil est dédié à Lady Austen, la veuve de Sir Robert Austen d'Herendon (dans le Kent), une lointaine parente du père de Jane Austen, qui lui suggéra le thème du poème. Son influence sur  William Wordsworth apparaît dans le dernier poème de ses Lyrical Ballads (Ballades lyriques) (1798) : Tintern Abbey.

## Genèse et publication

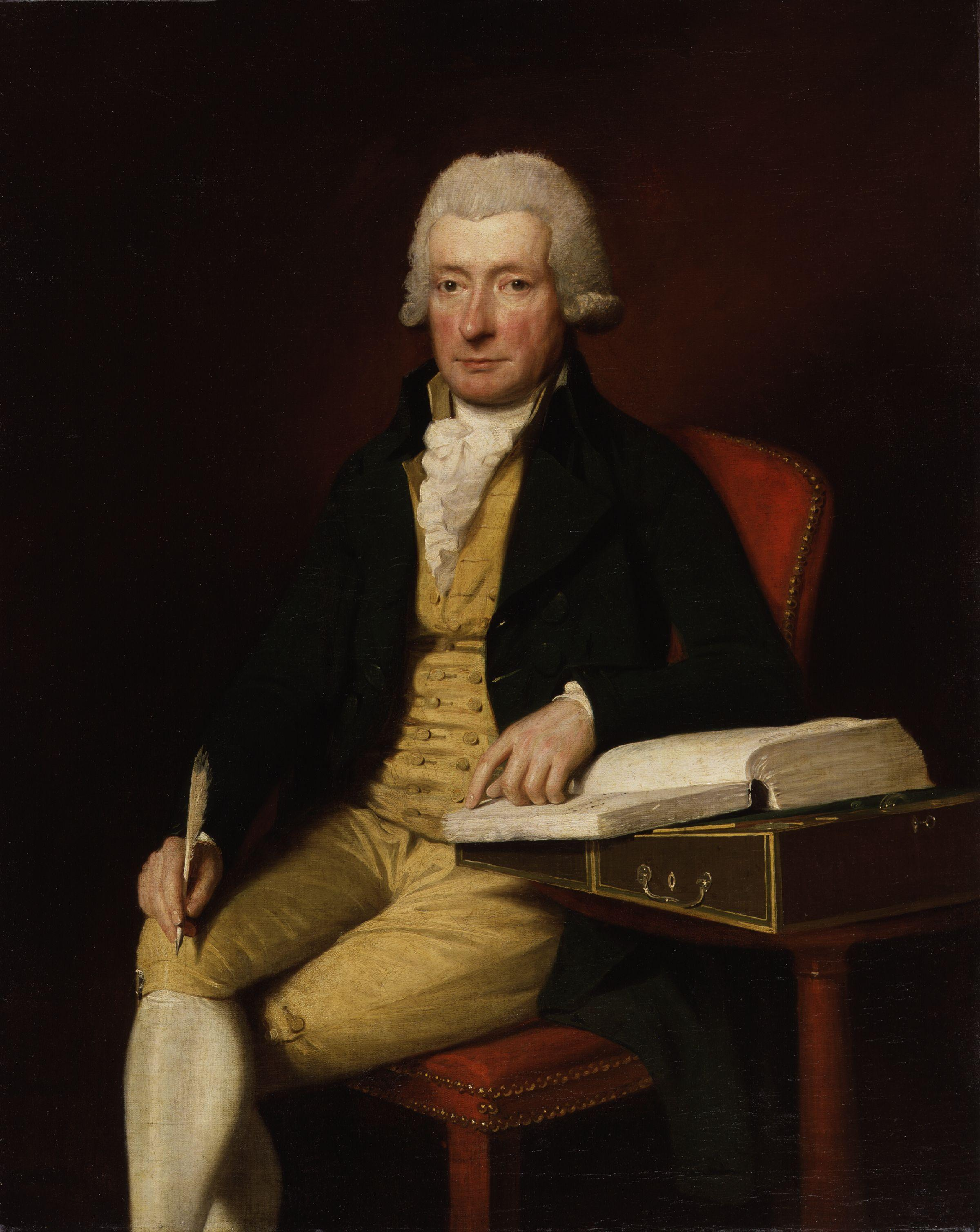
Portrait de William Cowper (1731-1800) par Lemuel Francis Abbott

Cowper lui-même, dans l'avertissement, écrit : « A lady (Lady Austen), fond of blank verse, demanded a poem of that kind from the author, and gave him the Sofa for a subject.  He obeyed; and having much leisure, connected another subject with it; and, pursuing the train of thought to which his situation and turn of mind led him, brought forth at length, instead of the trifle which he at first intended, a serious affair—a volume. » (« Une dame (Lady Austen), qui adore les vers blancs, demanda un poème de cette sorte à l'auteur, et lui proposa comme sujet « le sofa ». Il obéit, et ayant assez de loisirs, y ajouta d'autres sujets ; et se laissant aller aux pensées auxquelles sa situation et sa tournure d'esprit l'entraînaient, produisit finalement, au lieu de la fantaisie qu'il projetait de faire, un ouvrage sérieux : un volume. »)
Lady Austen, une femme riche, cultivée et dynamique, eut une influence positive sur le caractère à tendance dépressive de Cowper. Admirant les grands poèmes de John Milton, comme Paradise Lost, elle lui suggéra de s'essayer à ce genre poétique, et lui proposa d'écrire sur le sofa en 1783. Les vers non rimés permettent une grande liberté d'écriture, un ton de confidence intime, de fines observations sur les menus incidents de la vie quotidienne, différents des poèmes de forme conventionnelle (épitres, odes, quatrains) que Cowper écrit avec la même aisance.
The Task paraît en 1785, chez Joseph Johnson, qui a déjà édité des poèmes de Cowper en 1782, complété par trois courts poèmes : An Epistle to Joseph Hill,Tirocinium et The History of John Gilpin. Le succès de cette édition entraîne une réédition des poèmes en deux volumes, le premier reprenant l'édition de 1782, le deuxième celle de 1785. Le poème, qui correspond au courant évangélique qui nait à cette époque, est régulièrement réédité pendant la première moitié du XIXe siècle.
Cowper est particulièrement apprécié par Jane Austen, dont plusieurs héroïnes font allusion à ses poèmes, en particulier Fanny Price, le personnage principal de Mansfield Park, qui cite Le Sofa.

## Le Sofa
| I sing the Sofa, I who lately sung Faith, Hope, and Charity, and touch’d with awe The solemn chords, and with a trembling hand, Escaped with pain from that adventurous flight, Now seek repose upon an humbler theme; | Je chante le sofa, moi qui ai chanté naguère La Foi, l'Espérance et la Charité, et faisait sonner avec crainte Les accords solennels, et d'une main tremblante, Péniblement réchappé de ce vol aventureux, Je cherche maintenant le délassement d'un thème plus humble. |

Les premiers vers du poème (qui en comporte 674), ironique imitation des incipits d'épopées antiques, comme les parodies burlesques du XVIIIe siècle (L'Iliade travestie de Marivaux, par exemple), sont suivis de l'historique de l'invention, du perfectionnement du sofa, et du soulagement d'y reposer ses membres goutteux, sur un ton à la fois didactique et savoureux, l'auteur terminant cette première partie en souhaitant ne jamais souffrir de la goutte, « puisqu'[il a] aimé marcher sur les chemins de campagne » (« For I have loved the rural walk through lanes ») (v. 108). 
Il décrit ensuite les multiples plaisirs qu'apporte la nature, plaisirs authentiques et salutaires. Plus loin (v. 250), il admire les ombrages  « d'un goût ancien, aujourd'hui méprisé » dans la propriété d'un ami (John Courtney Throckmorton, Esq. de Weston Underwood.) qui n'a pas fait abattre ses vieux châtaigniers, et décrit les arbres variés que présente le parc qu'il traverse, avant de revenir dans l'allée ombreuse et fraîche, qui lui fait penser à toutes celles que la mode a fait abattre, nous obligeant à nous munir d'une ombrelle pour  « parcourir un désert indien sans aucun arbre » (range an Indian waste without a tree).
C'est le début de ce passage (v. 338-339) que cite Fanny, au chapitre VI de Mansfield Park, lorsqu'elle entend Henry Crawford proposer de redessiner le parc de Sotherton et dit à Edmund à voix basse : « Abattre une allée ! Quel dommage ! Cela ne vous fait-il pas penser à Cowper  ? »
| Ye fallen avenues! once more I mourn Your fate unmerited, once more rejoice That yet a remnant of your race survives. How airy and how light the graceful arch, Yet awful as the consecrated roof Re-echoing pious anthems! while beneath The chequer’d earth seems restless as a flood Brush’d by the wind. So sportive is the light Shot through the boughs, it dances as they dance, Shadow and sunshine intermingling quick, And darkening and enlightening, as the leaves Play wanton, every moment, every spot. | Vous, nobles allées déchues ! une fois encore je pleure Votre destin immérité, une fois encore je me réjouis Que survive quelque vestige de votre espèce. Combien aérienne et combien légère l'arche gracieuse, Imposante cependant comme la voûte bénie Renvoyant l'écho des hymnes pieuses ! tandis qu'au-dessous La terre bigarrée semble agitée comme un flot Balayé par le vent. Si folâtre est la lumière perçant à travers les branches, elle danse comme elles dansent : Ombre et lumière s'entremêlant rapidement, Assombrissant et éclairant, au gré des feuilles Qui batifolent, à chaque instant, en chaque point. |

La nostalgie mélancolique de Cowper a des accents déjà romantiques. Plus loin (v. 409) il s'étonne qu'on puisse, « à demi-emprisonnés dans de grands salons », préférer la vie confinée de la ville, à l'espace qu'offre la nature, et les œuvres d'art aux merveilles naturelles. Il condamne Londres, qui aime la mode plus que la vérité (v. 744). « Dieu a fait la campagne, mais l'homme a fait la ville » (God made the country, and man made the town), dit-il en conclusion au citadin auquel il reproche sa vision corrompue.